# أنجيلو بلاكاسون
أنجيلو سيير بلاكسون  (من مواليد 14 نوفمبر 1992) هو لاعب كرة قدم أمريكي دفاعي لفريق جاكسونفيل جاغوارز من الرابطة الوطنية لكرة القدم (اتحاد كرة القدم الأميركي). لعب كرة قدم جامعية في أوبورن.

## مسيرة في الكلية
لعب كرة القدم الجامعية في جامعة أوبورن من 2011 إلى 2014.